# ITF Barnstaple
Das ITF Barnstaple (offiziell: AEGON GB Pro-Series Barnstaple) war ein Tennisturnier des ITF Women’s Circuit, das in Barnstaple, Vereinigtes Königreich ausgetragen wurde.

## Siegerliste

### Einzel
| Jahr                   | Siegerin          | Finalgegnerin      | Ergebnis        |
| ---------------------- | ----------------- | ------------------ | --------------- |
| ↓ Kategorie: $50.000 ↓ |                   |                    |                 |
| 2008                   | Anne Keothavong   | Alberta Brianti    | 6:4, 6:2        |
| 2009                   | Johanna Larsson   | Pauline Parmentier | 6:2, 6:2        |
| ↓ Kategorie: $75.000 ↓ |                   |                    |                 |
| 2010                   | Alison Riske      | Johanna Larsson    | 6:2, 6:0        |
| 2011                   | Anne Keothavong   | Marta Domachowska  | 6:1, 6:3        |
| 2012                   | Annika Beck       | Eleni Daniilidou   | 6:71, 6:2, 6:2  |
| 2013                   | Marta Sirotkina   | Kristýna Plíšková  | 6:75, 6:3, 7:66 |
| ↓ Kategorie: $25.000 ↓ |                   |                    |                 |
| 2014                   | Carina Witthöft   | Viktorija Golubic  | 6:2, 6:4        |
| 2015                   | Kristýna Plíšková | Nina Zander        | 6:3, 6:2        |

### Doppel
| Jahr                   | Siegerinnen                          | Finalgegnerinnen                           | Ergebnis         |
| ---------------------- | ------------------------------------ | ------------------------------------------ | ---------------- |
| ↓ Kategorie: $50.000 ↓ |                                      |                                            |                  |
| 2008                   | Kelly Anderson Emma Laine            | Erica Krauth Hanna Nooni                   | 6:2, 6:3         |
| 2009                   | Johanna Larsson Anna Smith           | Kelly Anderson Emma Laine                  | 6:4, 7:5         |
| ↓ Kategorie: $75.000 ↓ |                                      |                                            |                  |
| 2010                   | Andrea Hlaváčková Michaëlla Krajicek | Sandra Klemenschits Tatjana Malek          | 7:64, 6:2        |
| 2011                   | Eva Birnerová Anne Keothavong        | Sandra Klemenschits Tatjana Malek          | 7:5, 6:1         |
| 2012                   | Oqgul Omonmurodova Wesna Dolonz      | Diāna Marcinkēviča Aljaksandra Sasnowitsch | 6:3, 6:1         |
| 2013                   | Naomi Broady Kristýna Plíšková       | Raluca Olaru Tamira Paszek                 | 6:3, 3:6, [10:5] |
| ↓ Kategorie: $25.000 ↓ |                                      |                                            |                  |
| 2014                   | Alizé Lim Carina Witthöft            | Viktorija Golubic Diāna Marcinkēviča       | 6:2, 6:1         |
| 2015                   | Stéphanie Foretz Gacon Ana Vrljić    | Naomi Broady Jekaterina Bytschkowa         | 6:2, 5:7, [10:7] |

## Quelle
- ITF Homepage